# Teatre d'operacions de l'Atlàntic (1914-1918)
|  | Aquest article tracta sobre la Primera Guerra Mundial. Si cerqueu la Segona Guerra Mundial, vegeu «Batalla de l'Atlàntic (1939-1945)». |

El Teatre d'operacions de l'Atlàntic, la Campanya dels U-Boot a l'Atlàntic de la Primera Guerra Mundial, o la Primera batalla de l'Atlàntic (en referència a la campanya de la Segona Guerra Mundial d'aquest nom), va ser el conflicte naval entre els submarins alemanys i les armades aliades en les aigües de l'oceà Atlantic durant la Primera Guerra Mundial.
Inicialment, la campanya de submarins va ser dirigida en contra de la Grand Fleet (Gran Flota britànica). Més tard, l'acció de la flota de submarins es va ampliar per a incloure atacs contra les rutes comercials de les potències aliades. Aquesta campanya va ser molt destructiva, i va donar lloc a la pèrdua de gairebé la meitat de la flota de la marina mercant de l'Imperi Britànic durant el curs de la guerra. Per a contrarestar els submarins alemanys, els aliats van realitzar combois custodiats per destructors, es van establir bloquejos com la Barrera de Dover, es va estendre camps de mines, i es van realitzar patrulles aèries per a vigilar les bases dels submarins.
La campanya de submarins no va ser capaç de tallar els subministraments abans que els Estats Units entressin en la guerra el 1917, i el 1918 les bases dels submarins van ser abandonades a causa de l'avanç dels Aliats.
Els èxits i fracassos tàctics de la campanya dels submarins de l'Atlàntic van ser usats posteriorment com un conjunt de tàctiques disponibles durant la Segona Guerra Mundial en una guerra submarina semblant contra l'Imperi Britànic.

## 1914: Inici de la campanya

### La primera patrulla

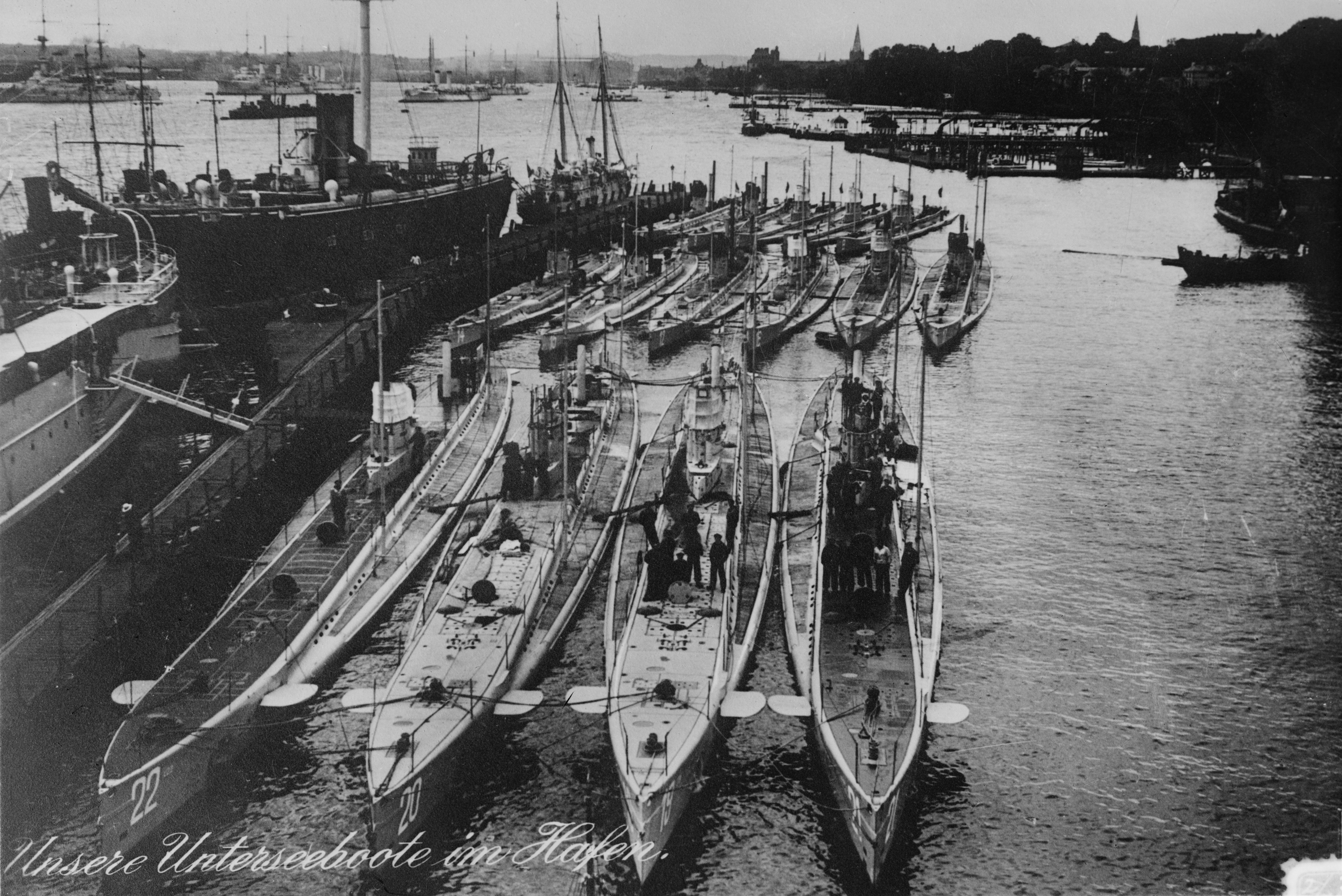
Submarins alemanys a Kiel (17 de febrer de 1914). Primera fila, d'esquerra a dreta: U22, U20, U19 i U21; Segona fila, d'esquerra a dreta: U14, U15, U12, U16, U18, U17 i U13; Tercera fila, d'esquerra a dreta; U11, U9, U6, U7, U8, i U5

Al 6 d'agost de 1914, dos dies després que l'Imperi Britànic declarés la guerra a l'Imperi Alemany, els submarins alemanys SM U-5, SM U-7, SM U-8, SM U-9, SM U-13, SM U-14, SM U-15, SM U-16, SM U-17 i SM U-18 van salpar de la seva base de l'illa d'Helgoland per a atacar als vaixells de guerra de la Royal Navy a la mar del Nord; va ser la primera patrulla de la història de la guerra submarina.
Els submarins van navegar cap al nord, amb l'esperança de trobar-se amb esquadrons de la Royal Navy entre Shetland i Bergen. El 8 d'agost, un dels motors del SM U-9 es va trencar i es va veure obligat a tornar a la base. El mateix dia, a prop de l'illa Fair, el SM U-15 va albirar els cuirassats britànics HMS Ajax, HMS Monarch i l'HMS Orion que estaven fent maniobres, i va disparar un torpede contra el HMS Monarch. Va fallar i només va aconseguir posar els cuirassats en guàrdia. A l'alba de l'endemà, el 1st Light Cruiser Squadron (Primer Esquadró de Creuers Lleugers) que era el suport dels cuirassats, va entrar en contacte amb els submarins, l'HMS Birmingham va albirar al SM U-15, que estava sobre la superfície. No hi havia cap senyal dels guaites sobre el submarí i se sentia soroll de martelleig, com si la seva tripulació estigués realitzant reparacions. El HMS Birmingham va alterar immediatament rumb i va envestir al SM U-15 just darrere de la torre de comandament. El submarí es va partir en dos i es va enfonsar amb tota la seva tripulació.
El 12 d'agost, set submarins van tornar a l'illa de Helgoland; el SM U-13 havia desaparegut i es va pensar que va xocar contra una mina. Encara que l'operació va ser un fracàs, va causar una certa inquietud a la Royal Navy, refutant les estimacions anteriors sobre el radi d'acció dels submarins, que va fer evident la manca de seguretat dels vaixells de la Gran Flota britànica ancorats a Scapa Flow. D'altra banda, la facilitat amb la qual el SM U-15 havia estat destruït pel HMS Birmingham va encoratjar a la falsa creença que els submarins no eren un gran perill per als vaixells de guerra.

### Els primers èxits
El 5 de setembre de 1914, el SM U-21 al comandament del tinent Otto Hersing va fer història quan va torpedinar al creuer lleuger de la Royal Navy HMS Pathfinder. Va explotar el magatzem de municions i el vaixell es va enfonsar en quatre minuts, causant la mort de 259 tripulants. Va ser la primera victòria d'un combat amb un submarí modern.
Els submarins alemanys van tindre més sort el 22 de setembre. A primera hora del matí d'aquest dia, un guaita del SMU U-9, al comandament del tinent Otto Weddigen, va veure un vaixell a l'horitzó. Weddigen va ordenar submergir immediatament el submarí, i van avançar a investigar. Quan van ser més de prop, Weddigen descobreix tres creuers cuirassats vells de la Royal Navy: el HMS Aboukir, el HMS Cressy, i el HMS Hogue. Aquests tres vaixells estaven antiquats i la majoria de la seva tripulació eren reservistes; eren tan clarament vulnerables que Almirallat Britànic ja es plantejava retirar-los del servei actiu. Weddigen va disparar un torpede contra el HMS Abukir. Els capitans del HMS Hogue i del HMS Cressy van creure que el HMS Abukir havia colpejat una mina i es van acostar per ajudar-lo. El SM U-9 va disparar dos torpedes contra el HMS Hogue, i després va disparar dos torpedes més al HMS Cressy mentre aquest intentava fugir. Els tres creuers es van enfonsar en menys d'una hora, morint 1.460 mariners britànics.
Tres setmanes després, el 15 d'octubre, Weddigen també va enfonsar el vell creuer HMS Hawke, i la tripulació del SM U-9 es van convertir en herois nacionals. Cada un va ser guardonat amb la Creu de Ferro de Segona Classe, a excepció de Weddigen, que va rebre la Creu de Ferro de Primera Classe.
Els enfonsaments van causar l'alarma dins de l'Almirallat britànic, que estava cada vegada més nerviós per la seguretat dels vaixells ancorats a la base de Scapa Flow. La flota va ser enviada als ports d'Irlanda i la costa occidental d'Escòcia fins que es van instal·lar defenses adequades en Scapa Flow. Això, en cert sentit, va ser una victòria significativa pels alemanys, ja que la flota més poderosa del món s'havia vist obligada a abandonar la seva base d'operacions.

### El final de la primera campanya

Scapa Flow

Al 23 de novembre, el SM U-18 va penetrar a Scapa Flow a través de Sound of Hoxa seguint el deixant d'un vaixell de vapor i va entrar al port sense dificultats. No obstant això, la flota britànica estava absenta, ja que estava dispersa entre els ports de la costa oest d'Escòcia i d'Irlanda. Com el SM U-18 va fer el seu camí de retorn a mar obert, el seu periscopi va ser descobert per un vaixell de vigilància. El trawler Dorothy Gray va canviar el rumb i va envestir el periscopi, fent-ho inservible. Més tard, el SM U-18 va patir una fallada del motor i el submarí va ser incapaç de mantenir la seva profunditat, amb el perill d'impactar contra el fons del mar. El submarí es va veure obligat a pujar a la superfície i va ser envestit per segona vegada pel Dorothy Gray. El seu comandant es va rendir i tots els membres de la tripulació van ser recollits pels vaixells britànics.
L'últim èxit de l'any dels submarins alemanys va arribar al 31 de desembre. El SM U-24 va albirar el vaixell de guerra britànic HMS Formidable que estava fent maniobres al Canal de la Mànega i va ser torpedinat. El HMS Formidable es va enfonsar, amb la pèrdua de 547 dels seus tripulants. El Comandant en Cap de la Channel Fleet (Flota del Canal), l'almirall Sir Lewis Bayly, va ser criticat per no prendre les degudes precaucions durant els exercicis, però va ser absolt de l'acusació de negligència. Posteriorment, Bayly va servir amb distinció com a comandant de les forces de guerra antisubmarina a Cobh.

## 1915: Guerra al comerç

### Els primers atacs als vaixells mercants
Els primers atacs a vaixells mercants va començar el 20 d'octubre de 1914. El SS Glitra, que viatjava de Grangemouth a Stavanger, va ser aturat i escorcollat pel SM U-17, sota el comandament de Kapitänleutnant Johannes Feldkirchener. L'operació es va realitzar dintre de les línies generals d'acord amb les regles del dret de captura; va saquejar el vaixell i va ordenar a la seva tripulació de pujar als bots salvavides abans d'enfonsar-lo. Va ser la primera vegada en la història que un submarí enfonsava un vaixell mercant.
Una setmana després, el 26 d'octubre, el SM U-24 va esdevenir el primer submarí a atacar a un vaixell mercant desarmat i sense previ avís, quan va torpedinar al vaixell de vapor Admiral Ganteaume, amb 2.500 refugiats belgues a bord. Tot i que el vaixell no es va enfonsar i que va ser remolcat a Boulogne-sur-Mer, 40 persones van perdre la vida, principalment a causa del pànic. El comandant de l'U-Boot, Rudolf Schneider, va afirmar que l'havia confós amb un transport de tropes.
El 30 de gener de 1915, el SM U-20, comandat pel Kapitänleutnant Otto Dröscher, va torpedinar i enfonsar els vaixells de vapor SS Ikaria, SS Tokomaru i SS Oriole sense previ avís, i a l'1 de febrer va disparar un torpede, però es va perdre, contra el vaixell hospital Asturias, malgrat que era clarament identificable com un vaixell hospital per la seva pintura blanca amb bandes verdes i creus vermelles.

### La guerra submarina a ultrança
Abans de la guerra, els britànics creien que el Regne Unit es moriria de fam sense els aliments dels Estats Units d'Amèrica; William Thomas Stead, va escriure el 1901 que sense ells «Hem d'estar cara a cara amb la fam».

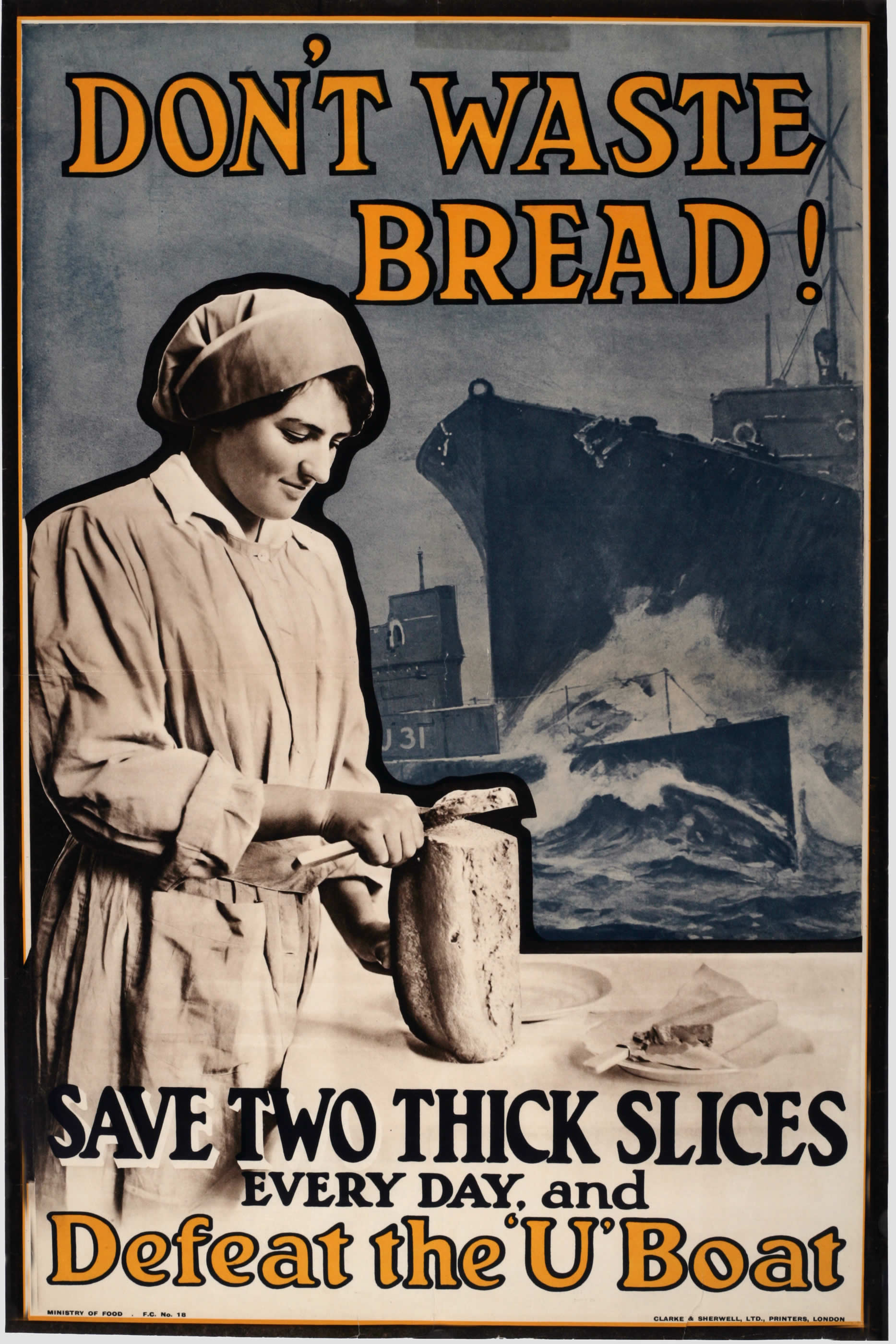
«No malbaratis el pa! Guarda dues llesques gruixudes cada dia i derrota als submarins.»
La campanya dels submarins de 1917 va provocar l'escassetat d'aliments i municions a la Gran Bretanya degut a l'enfonsament de vaixells mercants. L'escassetat i la inflació va fer augmentar els preus dels aliments i causar el seu racionament. A principis de 1918, el sucre, la carn i el greix van ser racionats com una manera justa de distribuir els aliments i altres recursos escassos entre la població.

El 4 de febrer de 1915 es va iniciar la primera guerra submarina a ultrança contra el comerç dels Aliats. El submarí tenia diverses deficiències per a atacar als vaixells mercants; la seva baixa velocitat, fins i tot en la superfície, els feia tot just tan ràpids com molts vaixells mercants, mentre que el seu armament lleuger era inadequat contra els vaixells més grans. Utilitzar l'arma principal del submarí, l'atac sense previ avís mitjançant torpedes, va significar l'abandó de la detenció del vaixell i de l'escorcoll necessari per a evitar fer mal als neutrals.
Durant el primer mes es van enfonsar 29 vaixells (un total de 89.517 tones), un ritme de destrucció que es va mantenir durant tot l'estiu. Com els enfonsaments van augmentar, també ho va fer el nombre d'incidents polítics perjudicials. El 19 de febrer el SM U-8 va torpedinar al Belridge, un petrolier neutral que viatjava entre dos ports neutrals; al març, els submarins van enfonsar al Hanna i al Medea, uns vaixells de càrrega suec i holandès; a l'abril van enfonsar dos vaixells grecs.
Al març també, es va enfonsar el Falaba, amb la pèrdua d'una vida estatunidenca; a l'abril, l'Harpalyce, un vaixell del la Commission for Relief in Belgium, va ser enfonsat. El 7 de maig, el SM U-20 es va enfonsar al RMS Lusitania amb la pèrdua de 1.198 vides, 128 d'ells ciutadans estatunidencs.
Aquests incidents van causar la indignació entre els neutrals i l'abast de la campanya sense restriccions es van reduir al setembre de 1915 per disminuir el risc que aquelles nacions entressin en la guerra contra Alemanya.
Les contramesures britàniques van ser en gran manera ineficaces. La mesura de defensa més eficaç va ser aconsellar als vaixells mercants de girar cap al submarí i tractar d'envestir-lo, fet que l'obligava a submergir-se. Més de la meitat dels atacs dels submarins a vaixells mercants van ser derrotats d'aquesta manera.
Aquesta tàctica va ser utilitzada al març de 1915 pel packet trade SS Brussels per a escapar d'un atac del SM U-33. Per aquesta acció, el seu capità, Charles Fryatt, va ser executat després d'haver estat capturat pels alemanys al juny de 1916, provocant la condemna internacional.
Una altra opció va ser armar als vaixells per l'autodefensa, que, d'acord amb els alemanys, els va posar fora de la protecció de les regles del dret de captura.
També es van crear els Q-ship, uns «vaixells esquer» que semblaven vaixells mercants però que tenien armes amagades. Una variant de la idea era dotar als vaixells petits d'una escorta de submarins. El 1915, els Q-ship van enfonsar tres submarins, i dos submarins més van ser enfonsats pels submarins que acompanyaven als trawlers. Al juny, el submarí HMS C24 va enfonsar al SM U-40 va mentre estava atacant al Taranaki; al juliol, el HMS C27 va enfonsar al SM U-23 mentre atacava al Princess Louise. També al juliol, el Q-ship Prince Charles va enfonsar el SM U-36; a l'agost i al setembre, el SM U-27 i el SM U-41 van ser enfonsats pel HMS Baralong en els incidents Baralong.
No hi havia mitjans per a detectar submarins submergits, i els atacs contra ells es van limitar als esforços per a danyar els seus periscopis llançant bombes de 8,4 kg. de nitrocel·lulosa. També es va estendre l'ús de xarxes per a atrapar els submarins amb vaixells equipats amb un torpede de perxa.
En total, 16 submarins van ser destruïts durant aquesta fase de la campanya, mentre que els submarins van enfonsar 370 vaixells (750.000 tones).

## 1916: Suport a la Flota d'Alta Mar
El 1916, l'armada alemanya va tornar a l'estratègia d'usar els submarins per a desgastar la superioritat numèrica de la Grand Fleet mitjançant l'organització d'una sèrie d'operacions destinades a atraure la Grand Fleet en un parany de submarins. A causa de la poca velocitat dels submarins en comparació amb la flota principal de batalla, aquestes operacions requerien la creació de línies de patrulla de submarins, mentre que la Hochseeflotte (la Flota d'Alta Mar) maniobrava per a enfrontar-se amb la Grand Fleet.
Diverses d'aquestes operacions es van organitzar al març i a l'abril de 1916, però sense èxit. Irònicament, l'acció naval més important que va tenir lloc, la batalla de Jutlandia al maig de 1916, no van participar els submarins en absolut; les dues flotes es van trobar i van lluitar, però no hi havia patrulles de submarins prop de la zona de batalla. Entre l'agost i l'octubre de 1916 es van efectuar una nova sèrie d'operacions, però van ser igualment infructuoses i aquesta estratègia va ser abandonada en favor de tornar a la guerra al comerç.

## 1917: La nova campanya a ultrança
El 1917, Alemanya va decidir reprendre la guerra submarina a ultrança. S'esperava que a causa de això, els Estats Units entrarien a la guerra, però els alemanys van calcular que podien derrotar a la Gran Bretanya per aquest mitjà abans que els Estats Units comencessin a mobilitzar-se. Els alemanys van estimar que si el tonatge enfonsat superava les 600.000 tones per mes, la Gran Bretanya es veuria obligada a demanar la pau al cap de 5 o 6 mesos.

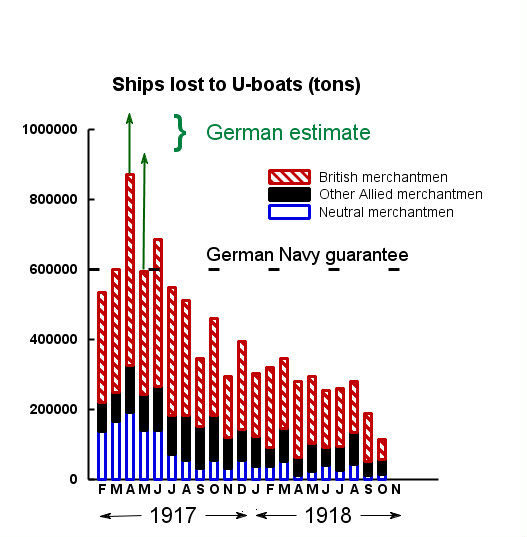
Tonatge de vaixells britànics i neutral enfonsat entre 1917 i 1918, on es mostra el fracàs de la guerra submarina sense restriccions degut als combois

Al febrer de 1917, els submarins van enfonsar més de 414.000 tones en la zona de guerra a prop de la Gran Bretanya (el 80% del total previst per al mes); març es va enfonsar més de 500.000 tones (90%); a l'abril entre 600.000 i 860.000 tones, el major nombre d' enfonsaments de tota la guerra.
Al maig, van ser introduïts els primers combois i van ser un èxit immediat. Les pèrdues globals van començar a caure. En els tres mesos següents a la seva introducció, a l'Atlàntic, al mar del Nord, i a les rutes escandinaves, de 8.894 vaixells escortats només es van perdre 27 degut els submarins. En comparació, es van perdre 356 vaixells que navegaven de forma independent.
Mentre disminuïa les pèrdues de transport, augmentaven les pèrdues de submarins; durant el període maig-juliol de 1917, van ser destruïts 15 submarins en les aigües al voltant de la Gran Bretanya, en comparació amb 9 en el trimestre anterior, i 4 al trimestre abans de renovar la campanya.
A mesura que la campanya es va fer més intensa, també es va tornar més brutal. El 1917 hi va haver una sèrie d'atacs als vaixells hospitals, els quals generalment navegat totalment il·luminats per mostrar el seu estatus de no combatent. Al gener, el vaixell hospital HMHS Rewa va ser enfonsat pel SM U-55; al març, el HMHS Gloucester Castle pel SM U-32; al juny, el HMHS Llandovery Castle pel SM U-86..
Com els submarins es van tornar més cautelosos, les trobades amb els Q-ships també es van fer més intenses. Al febrer de 1917, el SM U-83 va ser enfonsat pel armament ocult del HMS Farnborough quan es va acostar massa a prop; al març, el Privet va enfonsar al SM U-85 després d'un tiroteig de 40 minuts; a l'abril, el Heather va ser atacat pel SM U-52, va ser greument danyat i el submarí va escapar il·lès. Als pocs dies, el Tulip va ser enfonsat per SM U-62 després que el seu capità trobés sospitosa la seva aparença.

## 1918: L'últim any de la guerra
El sistema de combois va ser eficaç en la reducció de les pèrdues de vaixells aliats, i les millores de les armes i de les tàctiques van fer que els escortes tinguessin més èxit en interceptar i atacar als submarins. Els vaixells perduts en aigües de l'Atlàntic van ser 98 vaixells (poc més de 170.000 tones) al gener; després d'un augment al febrer i al març, va caure de nou i no va pujar per sobre d'aquest nivell durant la resta de la guerra.
Al gener, van ser destruïts 6 submarins en el teatre; això també va esdevenir la pèrdua mitjanana anual.
Els aliats van continuar intentar bloquejar l'accés a través de l'estret de Calais amb la barrera de Dover. Fins al novembre de 1917 va ser ineficaç; fins llavors, la força de la barrera només havia destruït 2 submarins i la pròpia barrera va atreure incursions de superfície. Després d'una millora important a l'hivern de 1917 es va fer més eficaç; en el període de quatre mesos després de desembre, van ser destruïts 7 submarins que transitaven la zona, i al febrer, els vaixells de la Flota d'Alta Mar havien abandonat la ruta a favor de la navegació més al nord, al voltant d'Escòcia, amb la consegüent pèrdua d'eficàcia. Els submarins de Flandes van seguir atacant als vaixells que navegaven pel canal de la Mànega, però van patir pèrdues i després de març van canviar les seves operacions cap a la costa est de la Gran Bretanya.
Altres mesures, en particular contra la Flota de Flandes, van ser les incursions en Zeebrugge i Oostende en un intent de bloquejar l'accés a la mar. Aquestes van ser infructuoses i els submarins de Flandes van ser capaços de mantenir l'accés durant aquest període.
A principis de maig de 1918, els alemanys van intenter fer un grup d'atac, el precursor de la llopada, per a contrarestar els combois aliats; 6 submarins van salpar, sota el comandament del K/L Claus Rücker en el SM U-103. El 12 de maig, el SM U-103 va ser enfonsat mentre atacava al RMS Olympic, mentre que el SM UB-72 va ser enfonsat pel submarí britànic HMS D4. Durant la setmana següent, van ser enfonsats dos vaixells d'un comboi i tres que viatjaven sols, però més de 100 vaixells van passar de manera segura a través de la zona vigilada per patrulles.
Durant l'estiu, es va ampliar el sistema de combois i l'eficàcia dels escortes a la costa est de la Gran Bretanya. En aquest període, la Flota de Flandes va perdre un terç dels seus submarins, i a la tardor les pèrdues van ser del 40%. A l'octubre, amb l'exèrcit alemany en plena retirada, la Flota de Flandes es va veure obligada a abandonar la seva base de Bruges abans que fos envaïda.

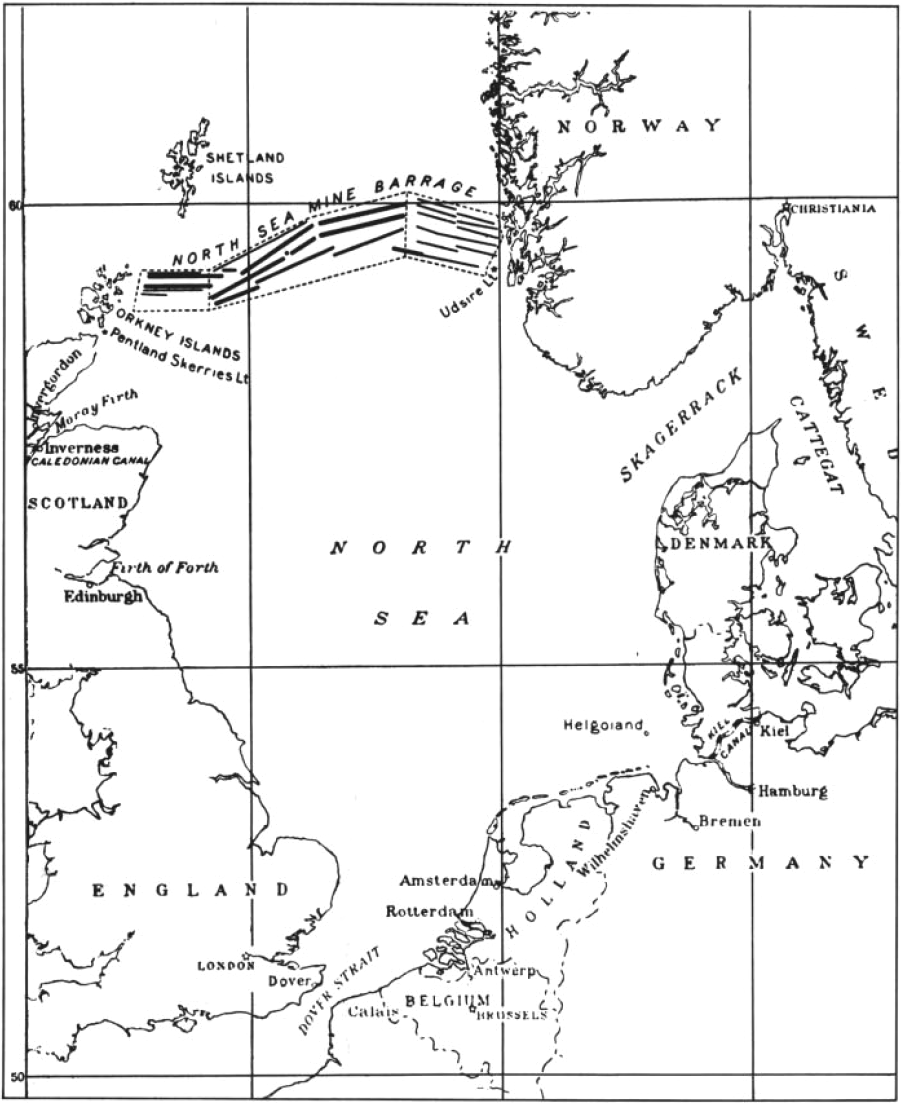
Barrera de mines del mar del Nord (1918)

A l'estiu, també es van prendre mesures per reduir l'eficàcia de la Flota d'Alta Mar. El 1918, els aliats es va comprometre a crear una barrera a través del mar de Noruega per a bloquejar l'accés dels submarins als accessos occidentals de la ruta nord. Aquesta enorme tasca va implicar la col·locació i manteniment de camps de mines i de patrulles en aigües profundes sobre una distància de 550 km. Es van col·locar més de 70.000 mines en la barrera del mines del mar del Nord durant l'estiu de 1918. Des del setembre fins al novembre de 1918, es van enfonsar 6 submarins amb aquesta mesura.
El juliol de 1918, el SM U-156 va navegar cap a Massachusetts i va participar en l'atac a Orleans durant aproximadament una hora. Aquesta va ser la primera vegada que el territori nord-americà va ser atacada per l'artilleria d'una potència estrangera des del setge de Fort Texas en 1848.
L'última tasca dels submarins alemanys va ser ajudar a sufocar el motí de Wilhelmshaven, que havia esclatat durant la nit del 29 al 30 d'octubre, quan es va ordenar a la Flota d'Alta Mar de realitzar un últim atac definitiu.
La Primera Guerra Mundial va acabar a l'11 de novembre de 1918, i després de l'armistici els restants submarins es van unir a la Flota d'Alta Mar en senyal de rendició i van ser internats en Harwich.
Dels 12.500.000 de tones de vaixells aliats destruïts en la Primera Guerra Mundial, més de 8 milions de tones (dos terços del total) s'havien enfonsat en les aigües de la zona de guerra de l'Atlàntic. Dels 178 submarins alemanys destruïts durant la guerra, 153 havien estat de les forces de l'Atlàntic, 77 de la Flota d'Alta Mar i 76 de la força de Flandes.